# Jeanne Carroll
Albertha Jeanne Carroll (* 15. Januar 1931 in Ruleville, Mississippi; † 9. August 2011 in Aalst, Belgien) war eine US-amerikanische Blues- und Jazzsängerin.

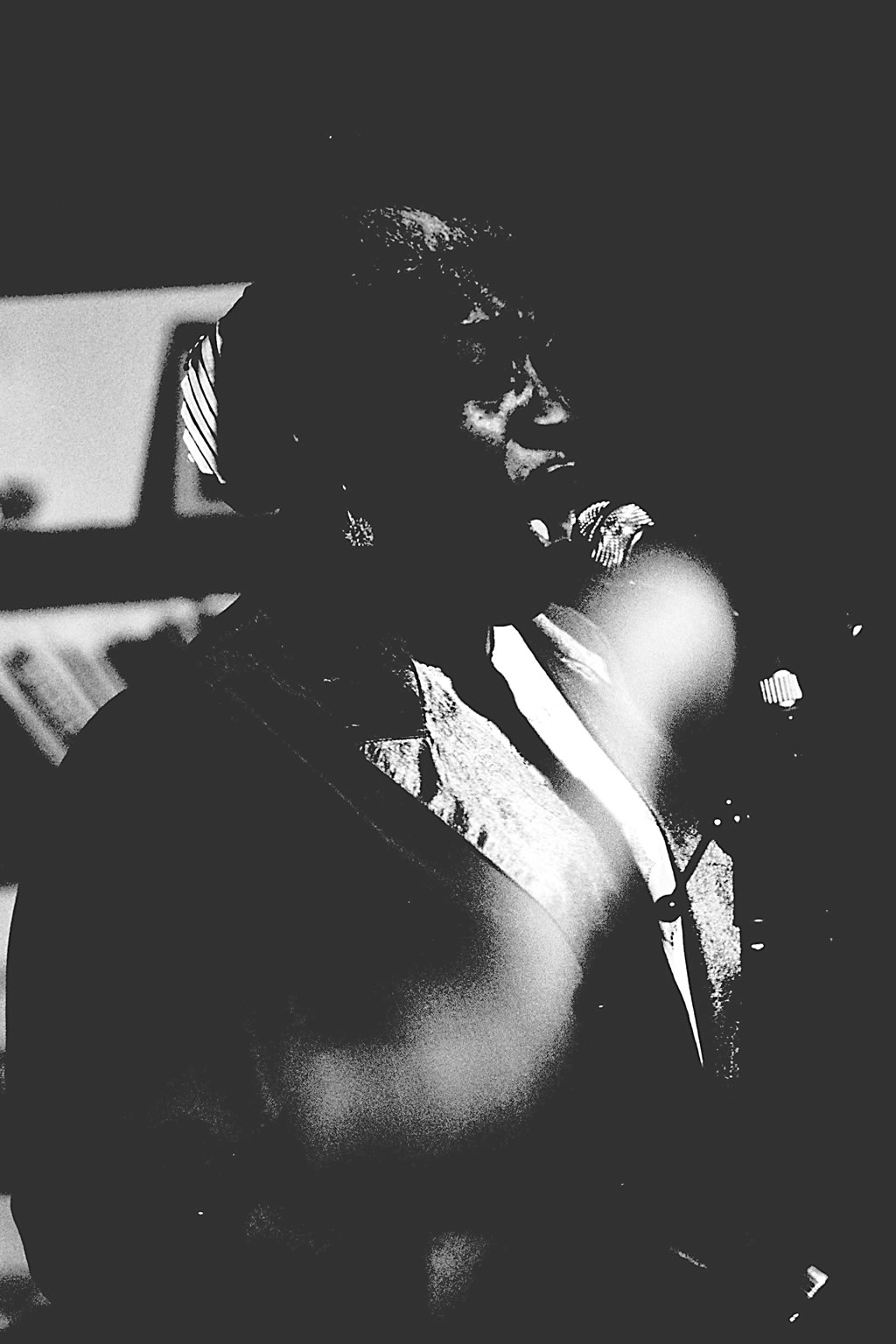
Jeanne Carroll in der Kofferfabrik in Fürth, Oktober 1996.

## Leben und Wirken
Carroll wuchs im Bundesstaat Mississippi in der Nähe von Clarksdale auf und zog mit ihrer Familie über Memphis nach Chicago, wo sie sich bald in der Jazz- und Blues-Clubszene etablieren konnte. Während des Zweiten Weltkriegs sang sie im Charlie Agnew Orchestra, das später im El Rancho in Las Vegas engagiert war; außerdem trat sie 1944 in dem Film-Musical Sing a Jingle (Regie: Edward C. Lilley) auf. Sie kehrte schließlich nach Chicago zurück, wo sie in Clubs sang und für das Label Adelphi Records aufnahm. Im Laufe ihrer Karriere trat sie mit den Orchestern von Count Basie, Duke Ellington sowie mit Muddy Waters, Willie Dixon, Little Brother Montgomery (Vicksburg Blues, 1969) oder Buddy Guy auf.
Mitte der 1960er Jahre ging sie im pazifischen Raum mit Franz Jacksons All-Stars zur Truppenunterhaltung der US-Soldaten auf Tournee. In den 1970er Jahren tourte sie mit den Art Hodes Jazz Four durch Nordamerika und trat mit der Bessie, Billie & Bo Musical Revue in Chicago auf. Vorübergehend lebte sie ab den 1980er Jahren in Europa und konzertierte u. a. auf den Ingolstädter Jazztagen und zuletzt Anfang 2011 im Berliner A-Trane. Sie arbeitete mit deutschen Jazz- und Blues-Musikern, wie mit dem Basic Blues Trio von Ignaz Netzer, Wolfgang Bernreuther und Gerd Gorke. In den 1990er Jahren tourte sie jahrelang mit der bekannten deutschen Bluesband Blues Mafia mit Roland Bergmann (Bass), Gerd Gorke (Harmonica), Burkhard Elger (Piano), Rainer Achterhold (Gitarre), Peter Samland (Schlagzeug), Rüdiger Wilke (Sax). Im Jahre 2000 nahmen sie zusammen die Live-CD ("Delivering") auf. Ihre Tochter Karen war ebenfalls Bluessängerin. Carroll starb zwei Tage, nachdem sie bei einem Auftritt am 7. August 2011 mit ihrer Tochter Karen auf dem Festival Blues Oan Daa Stoazze in Hamme (Belgien) einen Herzinfarkt erlitten hatte.
Die Sängerin ist nicht mit der gleichnamigen Schauspielerin Jean Carroll (1911–2010) zu verwechseln.

## Ehrungen

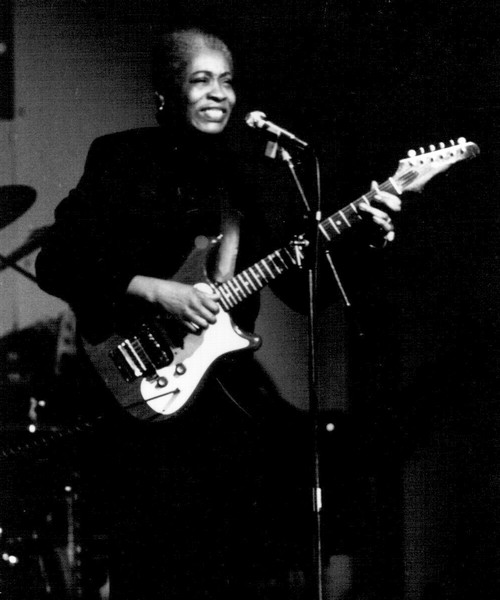
Jeanne Carroll im Jahr 1983

Der Chicago Tribune verlieh ihr 1972 den Titel Singer Of The Century.

## Diskografische Hinweise
- Little Brother Montgomery with Jeanne Carroll: No Special Rider (Adelphi, 1969)[6]
- Jeanne Carroll with Franz Jackson and Jazz Entertainers: Penny Pinchin’ (Pinnacle, 1983)
- Jeanne Carroll & Christian Christl: Tribute to Willie Dixon (Acoustic Music Records, 1993)
- My Style Is Different (L+R Records, 1993) mit Wolfgang Bernreuther
- For the Sake of Love (Hi Time, 1997)
- Delivering (Out of Space, 2000) mit Blues Mafia[7]